# Wyżnia Kobylarka
Wyżnia Kobylarka (niem. Obere Stutenblösse, słow. Vyšná Kobyliarka, węg. Felső-Kancás-rét) – polana w Dolinie pod Koszary w słowackich Tatrach Bielskich.
Jest to najwyżej położona z czterech polan Doliny pod Koszary. Pozostałe to (w kolejności od dołu doliny w górę): polana zamieniona na skład drewna, Solnisko i Niżnia Kobylarka. Wyżnia Kobylarka ma długość około 200 m i znajduje się na zachodnim brzegu Tokarskiego Potoku, w odległości około 45 min od wylotu doliny. W jej środkowej części odgałęzia się ścieżka do Doliny Jagnięcej.
Polana jest pozostałością dawnego pasterstwa. Znajduje się na obszarze Tatrzańskiego Parku Narodowego i to na obszarze ochrony ścisłej. Obowiązuje zakaz wstępu dla turystów i taterników, ale w typowy dla Tatr Bielskich dopuszczalny jest wyrąb drzewa i zabijanie zwierząt.